# Campionati mondiali di nuoto paralimpico 2019
I Campionati mondiali di nuoto paralimpico 2019 sono stati la decima edizione dei Campionati mondiali di nuoto paralimpico, una competizione internazionale di nuoto per nuotatori con disabilità. Si sono svolti a Londra, nel Regno Unito, dal 9 al 15 settembre 2019. È stata la seconda volta che la competizione è stata ospitata dal Regno Unito, dopo l'edizione di Glasgow nel 2015.

## Assegnazione
Inizialmente il Comitato Paralimpico Internazionale aveva assegnato l'organizzazione del mondiale alla città malese di Kuching, ma nel gennaio del 2019 tale assegnazione è stata revocata a causa del rifiuto da parte del governo della Malaysia di ospitare atleti israeliani. Ad aprile, dunque, il campionato è stato ufficialmente riassegnato a Londra.

## Medagliere
Di seguito le prime 10 posizioni del medagliere
| Pos. | Paese         | Oro | Argento | Bronzo | Totale |
| ---- | ------------- | --- | ------- | ------ | ------ |
| 1    | Italia        | 20  | 18      | 12     | 50     |
| 2    | Gran Bretagna | 19  | 14      | 14     | 47     |
| 3    | Russia        | 18  | 15      | 21     | 54     |
| 4    | Ucraina       | 17  | 22      | 16     | 55     |
| 5    | Stati Uniti   | 14  | 16      | 5      | 35     |
| 6    | Cina          | 13  | 11      | 17     | 41     |
| 7    | Paesi Bassi   | 8   | 8       | 5      | 21     |
| 8    | Bielorussia   | 7   | 1       | 2      | 10     |
| 9    | Colombia      | 6   | 1       | 3      | 10     |
| 10   | Nuova Zelanda | 6   | 1       | 0      | 7      |